# Naturschutzbund Deutschland
De Naturschutzbund Deutschland (NABU) is een Duitse niet-gouvernementele organisatie die zich richt op bescherming van natuur en milieu. De bond zet zich in Duitsland en daarbuiten in voor de bescherming van zowel verschillende ecosystemen, planten- en diergemeenschappen als soorten. Het is een van de grootste natuurbeschermingsorganisaties in Duitsland. Internationaal werkt de bond onder meer nauw samen met BirdLife International.
De NABU is in 1899 opgericht als de Bund für Vogelschutz (BfV). De bond kreeg een andere naam na de fusie met de zusterorganisatie in de DDR. Tegelijk met de fusie werden de doelstellingen verbreed tot natuur in het algemeen. Tot de activiteiten horen het uitvoeren van natuurbeschermingsprojecten, het doen van onderzoek, het geven van informatie aan burgers en media over milieu- en natuurbehoud en het adviseren van overheden.
Eind 2022 telde de organisatie samen met de Beierse partner LBV ongeveer 830.000 begunstigers. De NABU is federaal georganiseerd in ongeveer 2.000 lokale groepen, verspreid over heel Duitsland.